# Lütersheim
Lütersheim ist ein Ortsteil der Stadt Volkmarsen im nordhessischen Landkreis Waldeck-Frankenberg.

## Geographie
Das Straßendorf liegt in einem Seitental der Watter.
Nördlich des Orts im nahen Wald liegen die Burgruine Oedelbeck und das Naturdenkmal Hollenkammer. In der Nähe von Lütersheim liegt die „Wetterkapelle“, der letzte Rest des wüst gefallenen Ortes Wetter.

## Geschichte
Die älteste bekannte schriftliche Erwähnung von Lütersheim erfolgte unter dem Namen Liudherissen im Zusammenhang mit Gütern des Klosters Corvey und wird in die Zeit 1107–1128 datiert.
Weitere Erwähnungen erfolgten unter den Ortsnamen (in Klammern das Jahr der Erwähnung): Leuitmersen (1182); Liuttersen (1189–1205); Lutersen (1250); Lutersen (1276); Lutersen (1278); Luttersen (1282); Lůtersen (1303); Lutersen trans aquam (1326/1327); Münch-Lutthersen (1446); Münch-Lutersen (1446); Monnich Leutersen (1488); Lutterssen (1537); Lüdersen (1708/10); Lütersheim (1733) und Lüdersheim [Niveaukarte Kurfürstentum Hessen 1840–1861]. Ein "plebanus" (Leutpriester) ist 1276 belegt, eine "ecclesia" (Kirche oder Kapelle) wird 1283 erwähnt. Die bestehende Kirche wurde 1726–28 als Saalbau mit dreiseitigem Chor im Osten und eingestelltem Westturm erbaut.
Zum 1. August 1972 wurde die bis dahin selbständige Gemeinde Lütersheim, im Zuge der Gebietsreform in Hessen, kraft Landesgesetz in die Stadt Volkmarsen eingemeindet.
Für Lütersheim wurde, wie für alle nach Volkmarsen eingegliederten Gemeinden, ein Ortsbezirk mit Ortsbeirat und Ortsvorsteher nach der Hessischen Gemeindeordnung gebildet.

### Staats- und Verwaltungsgeschichte im Überblick
Die folgende Liste zeigt die Staaten, in denen Lütersheim lag, und deren nachgeordnete Verwaltungseinheiten, denen es unterstand:
- 1182: Heiliges Römisches Reich, Klostervogtei Arolsen
- 1189–1205: Heiliges Römisches Reich, Vogtei der Abtei Corvey als Pfand der Grafschaft Schwalenberg
- ab 1397: Heiliges Römisches Reich, Grafschaft Waldeck, Amt Landau
- ab 1712: Heiliges Römisches Reich, Fürstentum Waldeck, Amt Landau
- ab 1807: Fürstentum Waldeck, Amt Landau
- ab 1815: Fürstentum Waldeck, Oberamt der Diemel
- ab 1816: Fürstentum Waldeck, Oberjustizamt der Twiste
- ab 1850: Fürstentum Waldeck-Pyrmont (seit 1849), Kreis der Twiste[Anm. 1]
- ab 1867: Fürstentum Waldeck-Pyrmont (Akzessionsvertrag mit Preußen), Kreis der Twiste
- ab 1871: Deutsches Reich, Fürstentum Waldeck-Pyrmont, Kreis der Twiste
- ab 1919: Deutsches Reich, Freistaat Waldeck-Pyrmont, Kreis der Twiste
- ab 1929: Deutsches Reich, Freistaat Preußen, Provinz Hessen-Nassau, Regierungsbezirk Kassel, Kreis der Twiste
- ab 1942: Deutsches Reich, Freistaat Preußen, Provinz Hessen-Nassau, Regierungsbezirk Kassel, Landkreis Waldeck
- ab 1944: Deutsches Reich, Freistaat Preußen, Provinz Kurhessen, Regierungsbezirk Kassel, Landkreis Waldeck
- ab 1945: Deutsches Reich, Amerikanische Besatzungszone, Groß-Hessen, Regierungsbezirk Kassel, Landkreis Waldeck
- ab 1946: Deutsches Reich, Amerikanische Besatzungszone, Hessen, Regierungsbezirk Kassel, Landkreis Waldeck
- ab 1949: Bundesrepublik Deutschland, Hessen, Regierungsbezirk Kassel, Landkreis Waldeck
- ab 1974: Bundesrepublik Deutschland, Hessen, Regierungsbezirk Kassel, Landkreis Waldeck-Frankenberg

### Bevölkerung

#### Einwohnerstruktur 2011
Nach den Erhebungen des Zensus 2011 lebten am Stichtag, dem 9. Mai 2011, in Lütersheim 306 Einwohner. Darunter waren 3 (1,0 %) Ausländer. Nach dem Lebensalter waren 48 Einwohner unter 18 Jahren, 108 zwischen 18 und 49, 81 zwischen 50 und 64 und 72 Einwohner waren älter. Die Einwohner lebten in 135 Haushalten. Davon waren 39 Singlehaushalte, 30 Paare ohne Kinder und 51 Paare mit Kindern, sowie 15 Alleinerziehende und 3 Wohngemeinschaften. In 24 Haushalten lebten ausschließlich Senioren/-innen und in 81 Haushaltungen lebten keine Senioren/-innen.

#### Einwohnerentwicklung
Quelle: Historisches Ortslexikon
- 1541: 22 Häuser
- 1738: 33 Häuser
- 1770: 42 Häuser, 258 Einwohner

| Lütersheim: Einwohnerzahlen von 1770 bis 2019 | Lütersheim: Einwohnerzahlen von 1770 bis 2019 | Lütersheim: Einwohnerzahlen von 1770 bis 2019 | Lütersheim: Einwohnerzahlen von 1770 bis 2019 | Lütersheim: Einwohnerzahlen von 1770 bis 2019 |
| --- | --------------------------------------------- | --------------------------------------------- | --------------------------------------------- | --------------------------------------------- |
| Jahr |                                               |                                               |                                               | Einwohner                                     |
| 1770 | 1770                                          |                                               | 258                                           | 258                                           |
| 1800 | 1800                                          |                                               | ?                                             | ?                                             |
| 1834 | 1834                                          |                                               | 383                                           | 383                                           |
| 1840 | 1840                                          |                                               | 391                                           | 391                                           |
| 1846 | 1846                                          |                                               | 368                                           | 368                                           |
| 1852 | 1852                                          |                                               | 379                                           | 379                                           |
| 1858 | 1858                                          |                                               | 374                                           | 374                                           |
| 1864 | 1864                                          |                                               | 382                                           | 382                                           |
| 1871 | 1871                                          |                                               | 346                                           | 346                                           |
| 1875 | 1875                                          |                                               | 324                                           | 324                                           |
| 1885 | 1885                                          |                                               | 330                                           | 330                                           |
| 1895 | 1895                                          |                                               | 304                                           | 304                                           |
| 1905 | 1905                                          |                                               | 309                                           | 309                                           |
| 1910 | 1910                                          |                                               | 295                                           | 295                                           |
| 1925 | 1925                                          |                                               | 295                                           | 295                                           |
| 1939 | 1939                                          |                                               | 305                                           | 305                                           |
| 1946 | 1946                                          |                                               | 492                                           | 492                                           |
| 1950 | 1950                                          |                                               | 448                                           | 448                                           |
| 1956 | 1956                                          |                                               | 349                                           | 349                                           |
| 1961 | 1961                                          |                                               | 354                                           | 354                                           |
| 1967 | 1967                                          |                                               | 329                                           | 329                                           |
| 1980 | 1980                                          |                                               | ?                                             | ?                                             |
| 1990 | 1990                                          |                                               | ?                                             | ?                                             |
| 2000 | 2000                                          |                                               | ?                                             | ?                                             |
| 2010 | 2010                                          |                                               | 318                                           | 318                                           |
| 2011 | 2011                                          |                                               | 306                                           | 306                                           |
| 2015 | 2015                                          |                                               | 307                                           | 307                                           |
| 2019 | 2019                                          |                                               | 312                                           | 312                                           |
| Datenquelle: Historisches Gemeindeverzeichnis für Hessen: Die Bevölkerung der Gemeinden 1834 bis 1967. Wiesbaden: Hessisches Statistisches Landesamt, 1968. Weitere Quellen: bis 1970; Stadt Volkmarsen; Zensus 2011 |                                               |                                               |                                               |                                               |

#### Religionszugehörigkeit
| Quelle: Historisches Ortslexikon |                                                                   |
| • 1895:                          | 304 evangelische (= 100 %) Einwohner                              |
| • 1961:                          | 331 evangelische (= 93,50 %), 19 katholische (= 5,37 %) Einwohner |

Der schwindende Einfluss der christlichen Kirchen in Deutschland zeigt sich auch daran, dass beim Zensus 2011 in der Gesamtgemeinde nur noch 83 % der Einwohner einer christlichen Konfession angehörten.